# Aureliano de Beruete

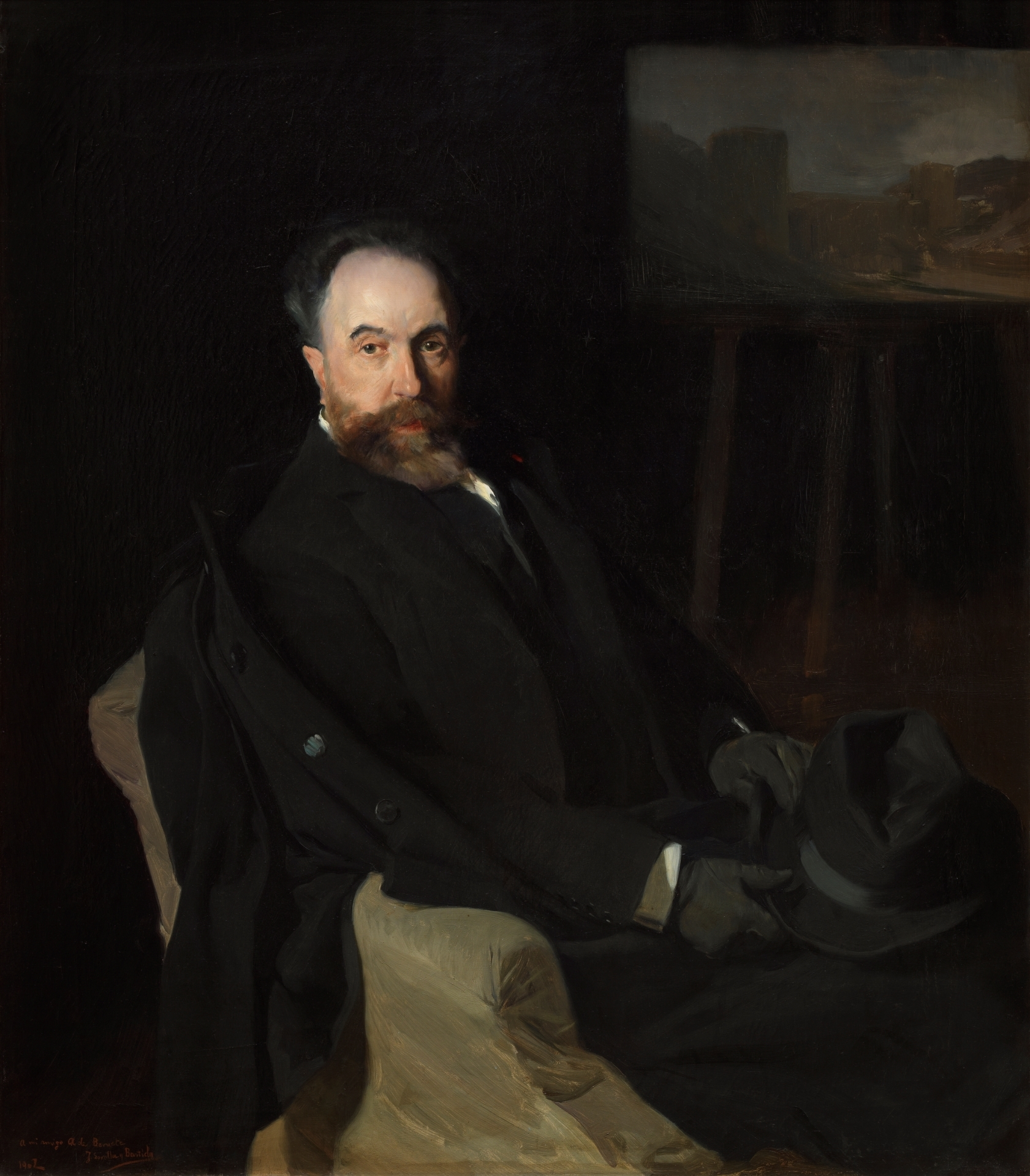
Joaquín Sorolla: Bildnis Aureliano de Beruete, 1902

Aureliano de Beruete y Moret (* 27. September 1845 in Madrid; † 5. Januar 1912 in Madrid) war ein spanischer Politiker, Maler, Zeichner, Kunstsammler und Kunstschriftsteller.

## Leben

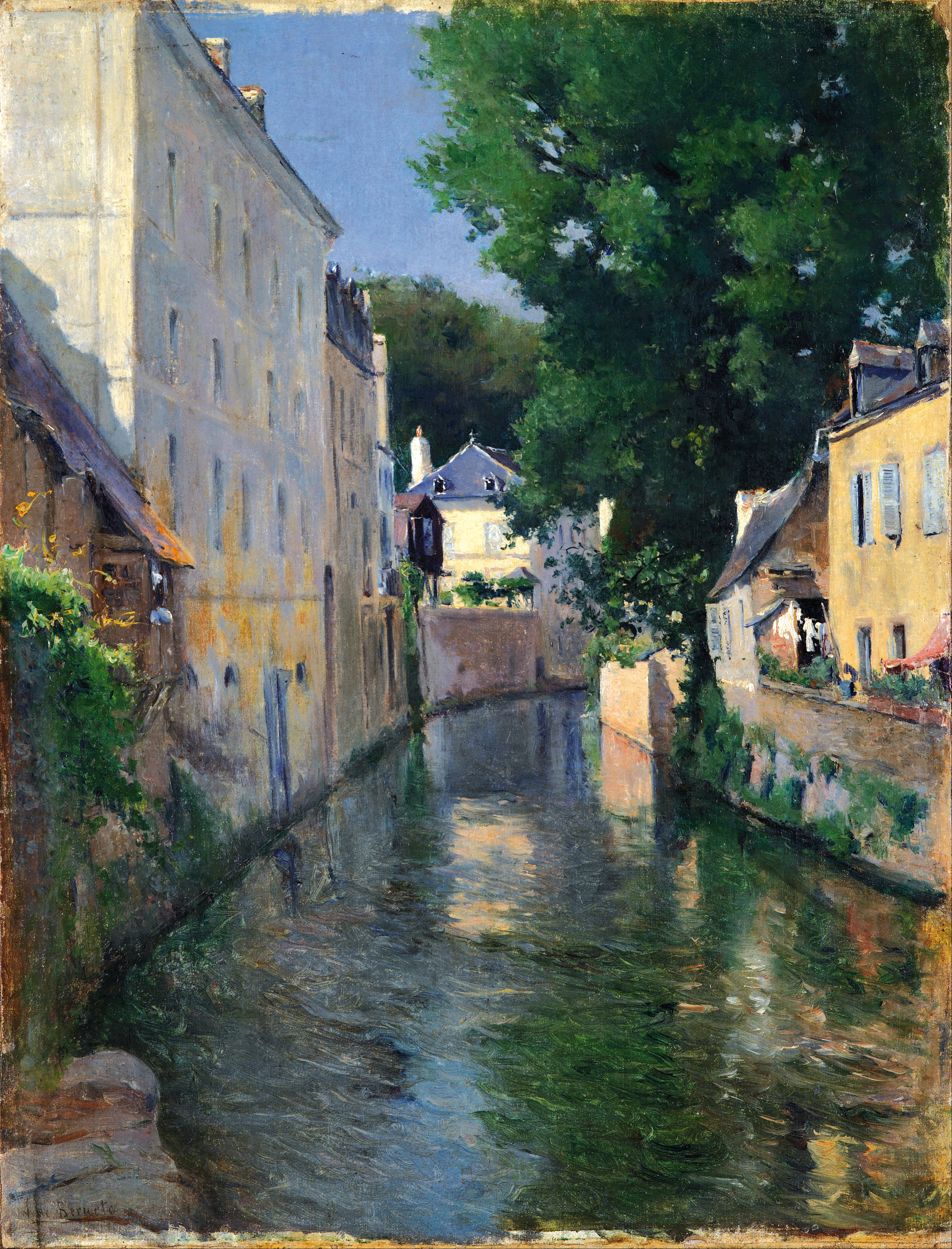
Aureliano de Beruete: El río Isole (Quimperlé), 1901

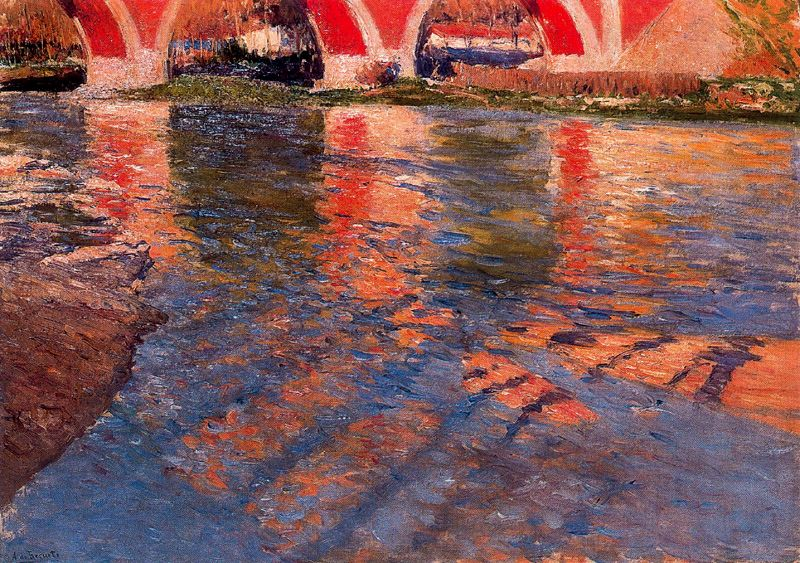
Aureliano de Beruete: El Manzanares bajo el puente de los Franceses, 1906

Aureliano de Beruete stammte aus einer wohlhabenden Familie. Er studierte zunächst an der Universität Madrid Rechtswissenschaften und schloss das Studium 1867 mit Promotion ab. Bereits während des Studiums nahm er Zeichenunterricht bei Carlos Múgica. 1871 und 1872 war de Beruete Abgeordneter des spanischen Parlaments Cortes Generales. Danach beendete er seine politische Karriere, um sich ganz der Malerei zuzuwenden. Er nahm von 1874 bis 1878 Malunterricht bei Carlos de Haes an der Real Academia de Bellas Artes de San Fernando in Madrid. Zudem baute er eine eigene Kunstsammlung auf, in der sich beispielsweise Werke von El Greco, Francisco de Goya und Diego Velázquez befanden. In den folgenden Jahren unternahm er zahlreiche Reisen durch die verschiedenen spanischen Provinzen und durch mehrere Länder Europas. De Beruete gehörte zu den Mitbegründern des Institución Libre de Enseñanza, eines Sammelbeckens fortschrittlicher Intellektueller.
Beruetes Frühwerk steht deutlich unter dem Einfluss seines Lehrers Carlos de Haes. Er malte zu Beginn überwiegend kleinformatige Landschaftsbilder im Stil des akademischen Naturalismus. Seine Motive fand er überwiegend in der Landschaft Kastiliens. Darüber hinaus kopierte er im Museo del Prado vereinzelt Werke von Velázquez. 1878 lernte er in Paris den spanischen Maler Martín Rico kennen, durch den er Werke der Schule von Barbizon kennen lernte. Die deutlich hellere Malweise der französischen Maler beeinflusste de Beruetes Stil nachhaltig. Zu seinen Freunden gehörten neben Rico auch die Maler Joaquín Sorolla und Ramon Casas, die beide Bildnisse von de Beruete malten.
Mit großem Erfolg nahm de Beruete an den jährlichen Madrider Kunstausstellungen teil und erhielt dort mehrfach Medaillen als Auszeichnung für sein Schaffen. So wurde 1878 sein Gemälde Orillas del Manzanares (An den Ufern des Manzanares) und 1884 das Bild Orillas de Avia (An den Ufern des Avia) ausgezeichnet. Zudem erhielt er 1901 eine Medaille für sein Gesamtwerk. Es folgte 1904 eine weitere Medaille für das Gemälde El cementerio viejo. Darüber hinaus gehörte er zur internationalen Jury der Weltausstellungen Paris 1889 und Paris 1900. Neben der Ernennung zum Ritter der französischen Ehrenlegion, wurde er in seinem Heimatland mit dem Großkreuz des Orden de Isabel la Católica ausgezeichnet. In seinem malerischen Spätwerk, vor allem ab 1906, entwickelte sich de Beruete hin zum Impressionismus. Beispiel hierfür ist sein Gemälde El Manzanares bajo el puente de los Franceses. Der Kunsthistoriker Joaquín de la Puente bescheinigte de Beruete in seinem Spätwerk „einen sehr leuchtenden und farbigen impressionistischen Malstil“. Sein Werk umfasst zudem zahlreiche Arbeiten auf Papier. Hierzu gehört eine Reihe von Zeichnungen, die de Beruete zwischen 1883 und 1885 als Illustrationen zu dem Romanzyklus Episodios nacionales von Benito Pérez Galdós anfertigte.
In seinen letzten Lebensjahren schrieb de Beruete für spanische und ausländische Zeitschriften eine Reihe Aufsätze zur Kunst. Darüber hinaus verfasste er 1898 eine bedeutende Velázquez-Biografie in französischer Sprache. Diese erschien zudem 1906 in englischer und 1909 in deutscher Sprache, wurde jedoch zu seinen Lebzeiten nicht auf Spanisch veröffentlicht. Zudem schrieb er acht Essays über seinen Freund Joaquín Sorolla. Nach dem Tod de Beruetes organisierte Sorolla in seinem Madrider Wohnhaus für seinen Freund eine Retrospektive.
De Beruetes Sohn, der ebenfalls Aureliano de Beruete hieß, war von 1918 bis 1922 Direktor des Museo del Prado.